# Hailey Duke
Hailey Duke (* 17. September 1985 in Sun Valley, Idaho) ist eine ehemalige US-amerikanische Skirennläuferin. Sie war auf die Disziplinen Slalom und Riesenslalom spezialisiert.

## Biografie
Duke erlernte das Skilaufen im Wintersportgebiet von Sun Valley, wo ihre Eltern als Skilehrer tätig waren. Sie nahm zwar regelmäßig an Kinderrennen teil, doch galt ihr Interesse zunächst hauptsächlich der Kampfsportart Taekwondo. 13 Mal in Folge gewann sie die Jugendmeisterschaften des Staates Idaho. Nachdem sie 2001 bei der US-Vorausscheidung den dritten Platz erreicht hatte, wandte sie sich definitiv dem Skirennsport zu. Duke betreibt Taekwondo weiterhin als Ausgleich und erhielt 2004 den 4. Dan.
Im Dezember 2000 nahm Duke erstmals an FIS-Rennen teil, ab November 2002 folgten Einsätze im Nor-Am Cup. 2006/07 belegte sie in der Slalomwertung des Nor-Am Cups den vierten und in der darauf folgenden Saison den zweiten Schlussrang (hinter der Kanadierin Anna Goodman). 2008 gelangte sie vermehrt im Europacup zum Einsatz und gewann zwei Rennen in Lenggries, was für den vierten Platz der Saisonwertung reichte.
Am 25. November 2007 bestritt Duke ihr erstes Weltcup-Rennen, den Slalom in Panorama. Erstmals Weltcuppunkte gewann sie am 30. November 2008, als sie beim Slalom in Aspen auf den 21. Platz fuhr. Ihr bisher bestes Ergebnis ist ein achter Platz, erzielt am 29. Dezember 2008 beim Slalom in Semmering. Dieses Resultat konnte sie bislang nicht bestätigen. Im selben Winter erreichte sie mit Platz 17 im Slalom von Ofterschwang ihr zweitbestes Weltcupergebnis, 2009/10 fuhr sie zweimal unter die schnellsten 30. Bei den Weltmeisterschaften 2009 belegte sie Platz 41 und bei den Olympischen Winterspielen 2010 Rang 30 im Slalom.
In der Saison 2010/11 konnte sich Duke in keinem Weltcuprennen für den zweiten Durchgang qualifizieren. Sie wurde durch eine Schulterverletzung beeinträchtigt und unterzog sich gegen Saisonende einer Operation an der Schulter sowie einer Arthroskopie im rechten Knie. In der folgenden Saison 2011/12 kam Duke vermehrt im Nor-Am Cup zum Einsatz. Sie erreichte zwei Podestplätze und den dritten Rang in der Slalomwertung, während sie im Weltcup 2011/12 erneut ohne Punkte blieb.

## Erfolge

### Olympische Spiele
- Vancouver 2010: 30. Slalom

### Weltmeisterschaften
- Val-d’Isère 2009: 41. Slalom

### Weltcup
- 1 Platzierung unter den besten zehn

### Nor-Am Cup
- Saison 2006/07: 4. Slalomwertung
- Saison 2007/08: 2. Slalomwertung
- Saison 2011/12: 3. Slalomwertung
- Saison 2013/14: 2. Slalomwertung
- 8 Podestplätze, davon 3 Siege

### Europacup
- Saison 2007/08: 4. Slalomwertung
- Saison 2008/09: 5. Slalomwertung
- 6 Podestplätze, davon 3 Siege:

| Datum           | Ort            | Land        | Disziplin |
| --------------- | -------------- | ----------- | --------- |
| 26. Januar 2008 | Lenggries      | Deutschland | Slalom    |
| 27. Januar 2008 | Lenggries      | Deutschland | Slalom    |
| 8. Januar 2009  | Melchsee-Frutt | Schweiz     | Slalom    |

### Weitere Erfolge
- 25 Siege in FIS-Rennen